# Pułk Milicji Konnej Sieradzkiej
Pułk Milicji Konnej Sieradzkiej – polski oddział kawalerii wchodzący w skład wojsk powstańczych okresu insurekcji kościuszkowskiej.

## Formowanie
Pułk sformowany został we wrześniu 1794 na terenie województwa sieradzkiego przez płk. Nieszkowskiego. Jednostka 21 września weszła w skład brygady wielkopolskiej gen. lejtn. Antoniego Madalińskiego; liczyła wówczas 160 konnych. 

## Żołnierze pułku
Organizatorem i dowódcą pułku był były landrat pruski płk Nieszkowski. W pułku służyli też byli oficerowie z 1 regimentu – ppłk Fryderyk Konrady i mjr Wincenty Radoliński. 